# اروینگ ابلا
اروینگ ابلا (انگلیسی: Irving Abella; ۲ ژوئیهٔ ۱۹۴۰ – ) یک تاریخ‌نگار کانادایی بود که از سال ۱۹۶۸ تا ۲۰۱۳ به عنوان استاد دانشگاه یورک خدمت کرد. او متخصص تاریخ یهودیان در کانادا و جنبش کارگری در این کشور بود.
وی همچنین برندهٔ جوایزی همچون کمک‌هزینه گوگنهایم شده‌است.

## مرگ
آبلا در ۳ ژوئیه ۲۰۲۲، یک روز پس از تولد ۸۲ سالگی‌اش درگذشت. او برای مدتی طولانی از یک بیماری نامشخص رنج می‌برد.